# Reckless Youth (1922)
Reckless Youth is een Amerikaanse stomme film uit 1922, onder regie van Ralph Ince met in de hoofdrollen Elaine Hammerstein, Niles Welch en Myrtle Stedman. De film is gebaseerd op het gelijknamig verhaal van Cosmo Hamilton.

## Verhaal
Alice Schuyler heeft het moeilijk met de saaiheid en discipline van het kloosterleven. Wanneer ze een regel overtreedt wordt ze weggestuurd naar haar grootouders. Daar moet ze onder even onaangename omstandigheden leven en uit wanhoop vlucht ze met hoteleigenaar John Carmen naar de stad en stemt ermee in met hem te trouwen. Als mevrouw John Carmen wordt Alice een sensatie. John, die van haar houdt, keurt haar ongeremde sociale leven af maar grijpt niet in. Wanneer Alice aandacht krijgt van de jonge Harrison Thornby en John hen samen op een dansfeest ontdekt, beveelt hij haar naar huis te gaan. Verontwaardigd stapt Alice in Thornby's auto die betrokken raakt bij een botsing. Terwijl ze bewusteloos is droomt Alice dat ze door Thornby aan boord van zijn jacht is ontvoerd en dat er een botsing is met een stoomboot. Als ze wakker wordt, heeft ze berouw en keert ze terug naar haar grootmoeder. John volgt haar en ze besluiten om opnieuw te beginnen.

## Rolverdeling
| Acteur             | Personage            |
| ------------------ | -------------------- |
| Elaine Hammerstein | Alice Schuyler       |
| Niles Welch        | John Carmen          |
| Myrtle Stedman     | Mrs. Schuyler-Foster |
| Robert Lee Keeling | Mr. Schuyler-Foster  |
| Huntley Gordon     | Harrison Thomby      |
| Louise Prussing    | Mrs. Dahlgren        |
| Frank Currier      | Cumberland Whipple   |
| Kate Cherry        | Martha Whipple       |
| Constance Bennett  | Chorus Girl          |